# Архаїчне право
Архаї́чне право — окремий історичний тип права, який заснований на дологічному мисленні. Аналогом архаїчного права можна назвати примітивне право. У спеціальній етнологічній літературі використовується також поняття

## Ознаки архаїчного права
1. Притаманне доіндустріальному суспільству.
2. У більшості випадків існує в усній формі. Іноді архаїчний зміст може бути властивий письмовим пам'яткам права (закони Хамурапі).
3. Існування пов'язується з особливою юридичною ментальністю (дологічною, містичною).
4. Особливі процесуальні форми розгляду судових спорів.

## Судочинство
Основна мета архаїчного судочинства — забезпечення гармонії в суспільстві через примирення сторін. Розглядаючи будь-який спір, суд або суддя не намагається призначити максимально можливе відшкодування збитків або болісне покарання для винуватця, а прагне насамперед до задоволення потерпілого таким чином, щоб він міг знову встановити добрі стосунки з винним. Цьому підходу сприяють і різні дрібні церемонії закінчення спору, приміром, спільна їжа, колективна жертва для богів і т. д.
«Властиві дологічній ментальності антропоморфізм та уявлення про причиннєвість породжують таку систему відповідальності, за якої покарання однаковл поширюється на людей і на тварин, на того, хто вчинив дію, і на його батьків і сусідів»[джерело?]. Про анімістичні уявлення давніх людей, що структуруються через первісні правопорядки, писав у своїй роботі «Чисте вчення про право» Г. Кельзен: «У давнину в Афінах існував особливий суд, в якому порушувалися справи проти каменю, списа або якогось іншого предмета, яким, як вважалося, ненавмисно була вбита людина. І навіть в середні віки ще можна було подати до суду на тварину, наприклад на бика, який вбив людину, або на сарану, яка знищила врожай. Притягнену до відповідальності тварину судили і страчували з дотриманням необхідних юридичних формальностей, так само як і людину».
Архаїчної правовій системі притаманні окремі санкції, які значно відрізняються від санкцій, передбачених сучасними правопорядками, наприклад вигнання зі спільноти. У разі вчинення тяжкого злочину рід відмовляв індивіду в своєму захисті, що було майже рівнозначно його смерті, адже його міг вбити будь-хто без жодної причини.
У застосуванні такого роду санкцій було зацікавлене все суспільство. Однак більшість санкцій у разі вчинення злочинів застосовувалося безпосередньо індивідами, чиї інтереси були порушені. Таким чином, найзначущим і найпоширенішим був принцип самопомочі, що значно відрізняє архаїчний правопорядок від сучасного. «У первісних правопорядках реалізація санкції на правопорушення абсолютно децентралізована. Вона довірена індивідам, чиї інтереси постраждали внаслідок правопорушення. Вони в свою чергу уповноважені встановити в конкретному випадку наявність складу правопорушення, передбаченого правопорядком у загальному вигляді, і здійснити передбачену санкцію».
В архаїчних суспільствах існують санкції, засновані на принципі еквівалента: «око за око, зуб за зуб». Найхарактерніший приклад — інститут кровної помсти.
Інститут кровної помсти зародився в традиційних суспільствах як спосіб вирішення конфліктів між родовими групами спільноти. Однак послідовна реалізація цього принципу могла призвести до самознищення самих родів. На цей виклик, який загрожував внутрішній цілісності спільноти, відповіддю стало використання інституту примирення сторін — через проведення переговорів між ворогуючими сторонами стосовно сплати компенсації за скоєне вбивство або завдавання тілесних ушкоджень.

## Докази
У традиційних неписьменних культурах документи не могли виконати роль доказів. Цю функцію виконував ордалій, або суд Божий. Суд Божий полягав у випробуваннях вогнем, розпеченим залізом, водою, отрутою тощо «Хто витримував таке випробування без будь-яких слідів ушкоджень на тілі, той доводив за допомогою божественної сили на своєму боці, що його твердження про факти були справжні»[джерело?].
Ще одним з доказів, поширених в архаїчному судочинстві, став інститут присяги або клятви. Значення цього доказу стає зрозумілим, якщо враховувати специфіку архаїчної правосвідомості, згідно з якою особа, давши неправдиві свідчення, неминуче має опинитися у владі злих сил.

## Судовий поєдинок
У деяких австралійських кочових груп засобом вирішення спорів були поєдинки, які проводилися під контролем старших. «Сторони билися з великою люттю, але тільки до „першої крові“, після чого раніше існуючий конфлікт вважався закінченим»[джерело?]. Різновидом поєдинку виступає словесний поєдинок, який нагадує судові дебати сторін у сучасному цивільному процесі. Нідерландський історик Й. Гейзинга описав інститут пісенного поєдинку, який до недавнього часу існував у гренландських ескімосів. Суть його полягає в тому, що обидві сторони суперечки в присутності святково вдягненої публіки використовують форму пісенного діалогу для вирішення конфлікту. Ці пісенні поєдинки можуть тривати роками, причому ця форма судового розгляду використовувалася і при розгляді таких злочинів, як вбивство.
Судом є присуд громадської думки. Виграє та сторона, яка висуне більшу кількість звинувачень, незалежно від їх обґрунтованості. «Обидва супротивники співають один одному по черзі лайливі пісні під акомпанемент барабана, в яких дорікають опонентам у скоєних проступках. Водночас не робиться відмінності між обґрунтованими звинуваченнями, сатирою і низьким наклепом»[джерело?].